# Akira Terao
Akira Terao (jap. 寺尾 聰, Terao Akira, * 18. Mai 1947 in Yokohama) ist ein japanischer Musiker, Sänger und Schauspieler.

## Leben und Karriere
Terao wurde als Sohn des Filmregisseurs und Schauspielers Jukichi Uno (1914–1988, u. a. Onibaba – Die Töterinnen) geboren. Ab Mitte der 1960er-Jahre machte er professionell Musik, im Jahr 1970 brachte er sein erstes Soloalbum heraus. Sein größter Erfolg wurde 1981 das Album Reflections, aus diesem platzierte sich die Single Ruby no Yubiwa über zehn Wochen als Nummer-eins-Hit in Japan. Mit mehr als 1,65 Millionen verkauften Einheiten wurde Reflection das meistverkaufte japanische Album der 1980er-Jahre. Es folgten bis in das neue Jahrtausend weitere Alben für den J-Pop-Star.
Parallel zur Musik stand Terao ab Ende der 1960er-Jahre immer wieder für Film- und Fernsehproduktionen vor der Kamera. Zwischen 1976 und 1978 hatte er eine der Hauptrollen in der Krimiserie Daitokai - Tatakai no hibi. International bekannt wurde er allerdings vor allem durch seine Rollen in drei Spätwerken von Akira Kurosawa: In dessen Epos Ran (1985) spielte er den ältesten Sohn des Herrschers, der mit diesem in Konflikt gerät, und in Akira Kurosawas Träume (1990) verkörperte er die zentrale Rolle von Kurosawas Alter Ego und durchlebt in diesem Film verschiedene Traumsituationen. Preisgekrönt mit dem Japanese Academy Award wurde er für die Hauptrolle eines Samurais, der einen neuen Meister sucht, in dem Filmdrama Nach dem Regen (1999). Für diesen Film hatte Akira Kurosawa kurz vor seinem Tod das Drehbuch geschrieben und sein langjähriger Regieassistent Takashi Koizumi hatte die Regie übernommen. Nach einigen weiteren Kinoproduktionen war Terao in den letzten Jahren überwiegend in japanischen Fernsehserien zu sehen.
Zwischen 1973 und 1974 war er kurz mit der taiwanischen Schauspielerin Bunjaku Han verheiratet, heute ist er in einer Ehe mit Bunjaku Han. In der japanischen Öffentlichkeit zählen das Tragen von Sonnenbrillen sowie nihilistische Aussprüche zu den Markenzeichen von Terao.

## Filmografie (Auswahl)
- 1968: Kurobe no taiyo
- 1976–1978: Daitokai – Tatakai no hibi (Fernsehserie, 80 Folgen)
- 1983: Meiso chizu
- 1985: Ran
- 1990: Akira Kurosawas Träume (Yume)
- 1993: Madadayo (Mādadayo)
- 1995: Hiroshima (Fernsehfilm)
- 1997: Shitsurakuen
- 1999: Nach dem Regen (Ame agaru)
- 2001: Satorare
- 2002: Amida-do dayori
- 2004: Casshern (Kyashān)
- 2005: Into the Sun – Im Netz der Yakuza (Into the Sun)
- 2006: Hakase no aishita sûshiki
- 2009: Samayou yaiba
- 2016: Aogeba Tôtoshi (Fernseh-Miniserie, 8 Folgen)
- 2017: Rikuô (Fernseh-Miniserie, 10 Folgen)

## Auszeichnungen
- 1981: Auszeichnung mit dem Japan Record Award
- 1998: Nominierung für den Japanese Academy Award als Bester Nebendarsteller für Shitsurakuen
- 2001: Japanese Academy Award als Bester Hauptdarsteller für Nach dem Regen
- 2008: Ehrenmedaille Japans an lilanem Bande
- 2018: Orden der Aufgehenden Sonne vierter Klasse

Akira Terao ist der einzige Mann, der mit dem Japanese Record Award und dem Japanese Academy Award jeweils die wichtigsten japanischen Preise der Film- und Musikindustrie gewonnen hat.